# Neso

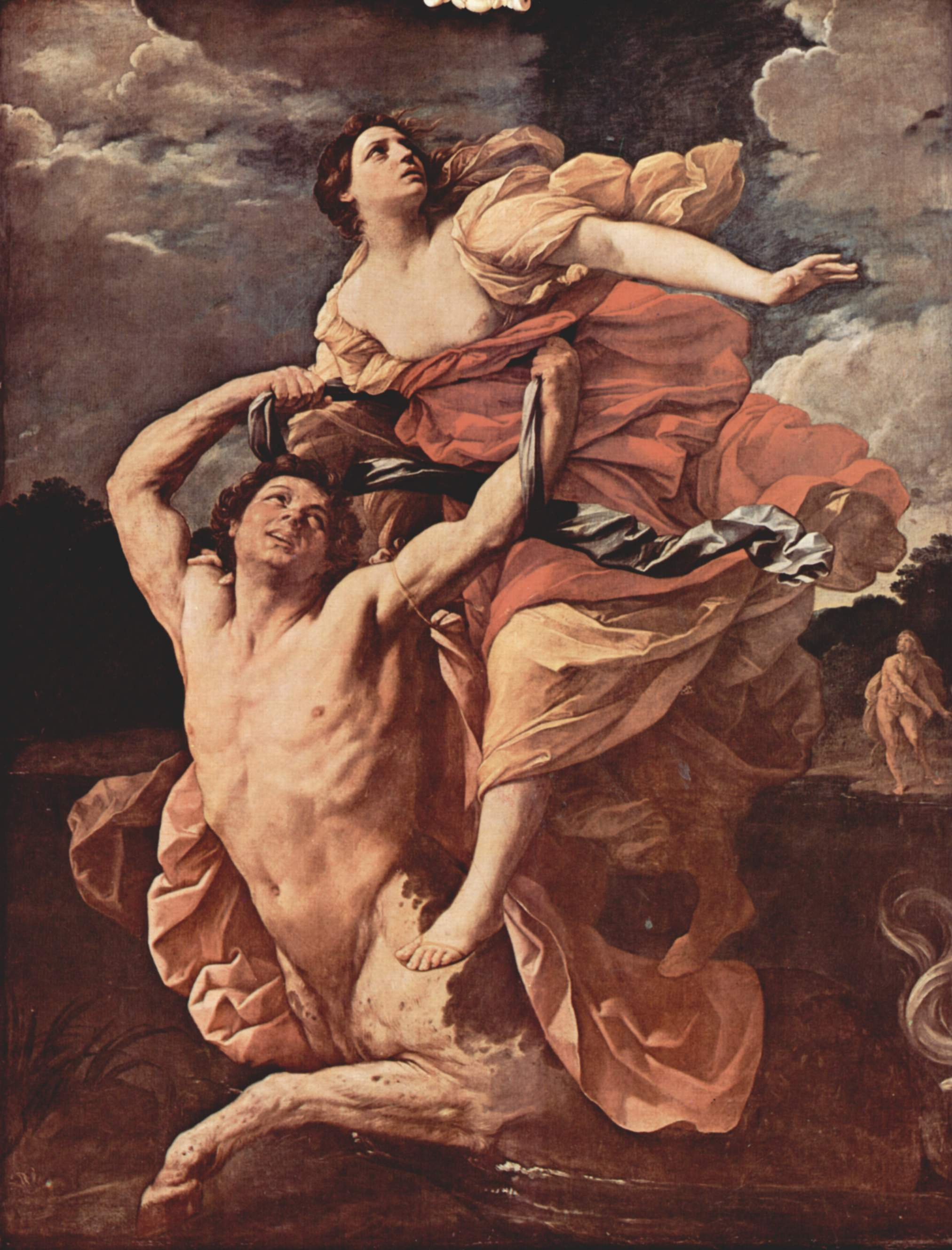
Guido Reni, Rapto de Deyanira, 1620–1, Museo del Louvre.

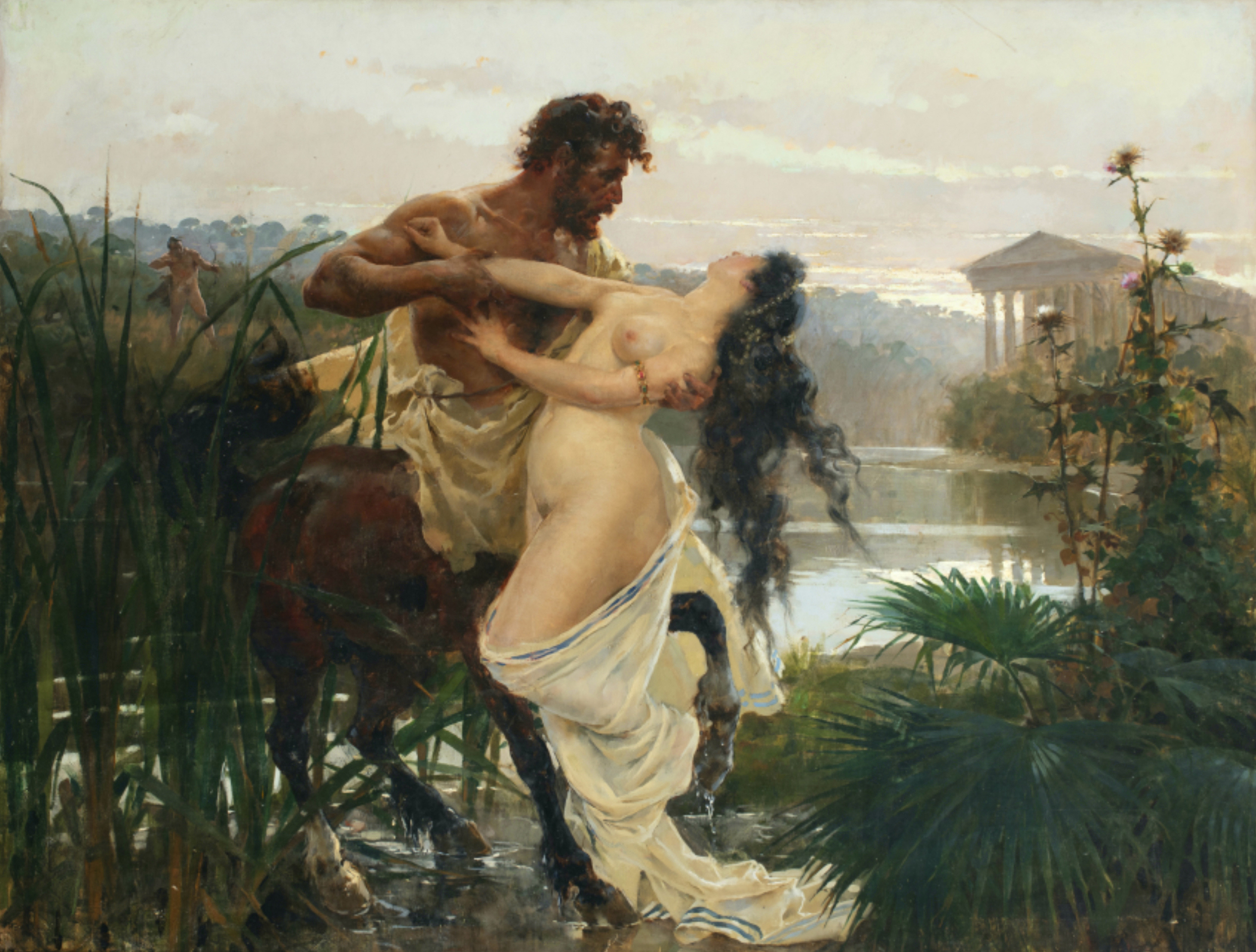
Enrique Simonet, Neso y Deyanira, 1888.

En la mitología griega Neso (en griego Νεσσος Nessos; en latín Nessus) era un famoso centauro, hijo de Ixión y Néfele, una ninfa-nube a la que Zeus había dado la forma de Hera. 
En un acceso de lujuria, Neso intentó raptar a Deyanira, esposa de Heracles, ofreciéndole que montase en él para cruzar así el río Eveno. Heracles, desde el otro lado del río, vio que Deyanira iba a ser forzada por Neso, y disparó al pecho del centauro una flecha envenenada con la sangre de la Hidra de Lerna, a la que había matado cumpliendo así con uno de sus trabajos para Euristeo. Como último acto de maldad, mientras agonizaba, Neso le dijo a Deyanira que su sangre aseguraría que Heracles le fuese siempre fiel. 
Deyanira le creyó, y, más adelante, cuando empezó a menguar su confianza en la fidelidad de Heracles, untó una camisa con la sangre y se la dio a su marido, que murió lenta y dolorosamente al quemarle la piel, ardiendo o por el calor del veneno. Heracles se inmolaría por el dolor en el Monte Eta, concluyendo así el último capítulo del semidios griego.
Esta historia se cuenta también en algunas versiones de la de Medea.